# Paul Charles Laurent Dieulouard
Paul Charles Laurent Dieulouard (Soissons, 25 juillet 1838-Mont des Oiseaux (Var), 16 mars 1914), est un officier de marine français.

## Biographie
Il entre à l'École navale en octobre 1855 et en sort aspirant de 2e classe en août 1857. Aspirant de 1re classe (septembre 1861), il participe sur le Napoléon à la campagne d'Italie puis, enseigne de vaisseau (septembre 1861) à l'expédition du Mexique sur le Tancrède et la Dordogne (1862-1865).
Lieutenant de vaisseau (août 1866), il sert sur la frégate cuirassée Normandie (1867-1868) puis passe sur l'aviso Limier dans les Antilles (1872-1873) avant d'être en escadre d'évolutions sur le Magenta, la Thétis, la Revanche (en) et le Richelieu (1875-1876).
En 1877, il commande l'aviso Pétrel et est nommé capitaine de frégate en juin 1878 puis second du cuirassé Colbert (1879-1880) avant d'être mis à la tête du Cuvier et de la station de Granville (1883-1884).
Aide de camp du président du Conseil des travaux, il est nommé capitaine de vaisseau en juillet 1885 et devient en janvier 1886 membre de la Commission du règlement d'armement. De 1887 à 1889, il commande le cuirassé Dévastation puis de 1889 à 1891, le cuirassé Le Redoutable.
Président de la Commission de recette des paquebots (1889), membre du Conseil des travaux (janvier 1892), contre-amiral (février 1893), il devient en janvier 1894 inspecteur général de la marine.
Membre de la Commission de réorganisation des services maritimes postaux et des services de la Compagnie des messageries maritimes (avril 1894), il commande une division de l'escadre de Méditerranée de 1896 à 1898 sur le Magenta et le Charles Martel.
Promu vice-amiral (avril 1899) et préfet maritime de Cherbourg, il prend sa retraite en juillet 1903.

## Distinctions
- Grand officier de la Légion d'honneur (5 avril 1903)
  -  Commandeur de la Légion d'honneur (29 décembre 1896)
  -  Officier de la Légion d'honneur (9 août 1880)
  -  Chevalier de la Légion d'honneur (6 décembre 1863)
- Officier de l'Instruction publique
- Grand-officier de l'ordre du Nichan Iftikhar
- Grand-officier de l'ordre de Saint-Charles